# Achot-Sahak de Vaspourakan
Achot-Sahak Arçrouni († 991) est un roi arménien de Vaspourakan de 969 ou 972 à 991.

## Biographie
Achot-Sahak est le fils aîné de Abousahl-Hamazasp, roi de Vaspourakan, et de Gaday.
En 969 ou 972, il partage les domaines de son père avec ses frères, Gourgen-Khatchik et Sénéqérim-Hovhannès, mais il garde le titre de roi et l'autorité sur ceux-ci.
La pression byzantine sur l'Arménie s'amenuise, car le gouverneur du thème de Mésopotamie, Bardas Sklèros se révolte contre Basile II en 976. Trois ans plus tard, il est écrasé par le général Bardas Phocas. Achot-Sahak n'a pas pris position dans ce conflit, au contraire de Davith, curopalate du Tayk. Mais ces luttes internes incitent un Turc à s'emparer du territoire au nord du lac de Van et à y créer l'émirat d'Apahounik. Un autre émir, celui de Goghtn, attaque l'est du Vaspourakan et bat en 989 l'armée d'Achot-Sahak, et leurs chefs doivent payer rançon pour être libérés.

Royaume de Vaspourakan, 908-1021.

Achot-Sahak meurt en 991, sans avoir pu s'opposer à la progression byzantine en Arménie. Ses deux fils sont écartés par leur oncle Gourgen-Khatchik.

## Descendance
Achot-Sahak a eu deux fils :
- Gagik ;
- Achot.